# José Serrizuela
José Tiburcio Serrizuela (ur. 10 czerwca 1962 w Palo Pozo), argentyński piłkarz, obrońca. Srebrny medalista MŚ 90.
Występował w szeregu klubów argentyńskich. Największe sukcesy odnosił w sławnych River Plate i Independiente. Z pierwszym był mistrzem Argentyny w 1989, z drugim w 1994. W reprezentacji Argentyny w latach 1989-1990 rozegrał 8 spotkań. Podczas mistrzostw świata zagrał w pięciu meczach, w tym w finale.